# 昂尚
昂尚（法語：Anchamps，法語發音：[ɑ̃ʃɑ̃]）是法国大東部大區阿登省的一个市镇，属于沙勒维尔-梅济耶尔区。

## 地理
昂尚（49°55'53"N, 4°40'31"E）面积2.26 平方千米，位于法国大東部大區阿登省，该省份为法国北部内陆省份，西接埃纳省，南至马恩省，东临默兹省，北与比利时接壤。
与昂尚接壤的市镇（或旧市镇、城区）包括：莱马聚尔、勒万、莱富尔。

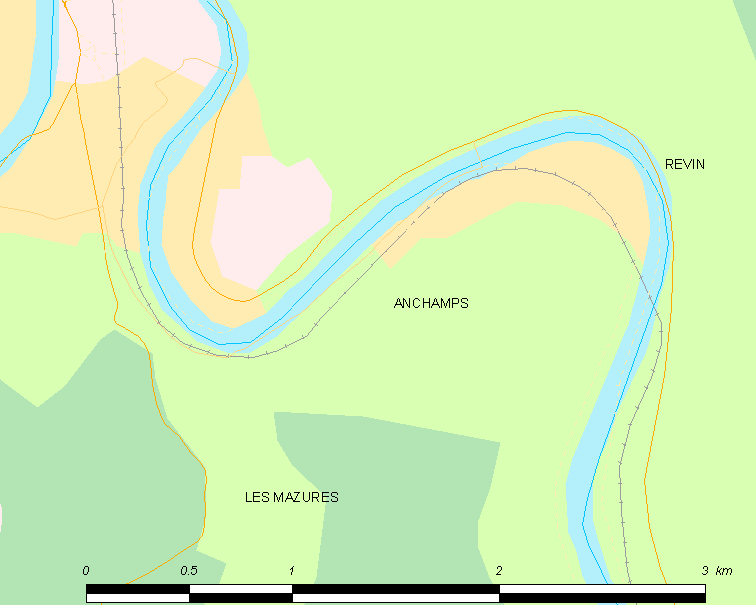
昂尚的OSM定位图

昂尚的时区为UTC+01:00、UTC+02:00（夏令时）。

## 行政
昂尚的邮政编码为08500，INSEE市镇编码为08011。

## 政治
昂尚所属的省级选区为勒万县。

## 人口

1962-2008年间昂尚人口变化图示

昂尚于2022年1月1日时的人口数量为215人。